# Mormogystia
Mormogystia (лат.) — род ночных бабочек из семейства древоточцев.

## Описание
Бабочки небольшого размера с контрастной окраской. Размах крыльев 21 — 27 мм. Передние крылья с большими полями серебристого цвета. Задние крылья одноцветные.

## Ареал
Род состоит из четырех видов, распространенных в Северной Африке, Леванте, на Аравийском полуострове и Кении.

## Виды
- Mormogystia brandstetteri Saldaitis, Ivinskis & Yakovlev, 2011
- Mormogystia equatorialis (Le Cerf, 1933)
- Mormogystia proleuca (Hampson in Walsingham et Hampson, 1896)
- Mormogystia reibellii (Oberthür, 1876)

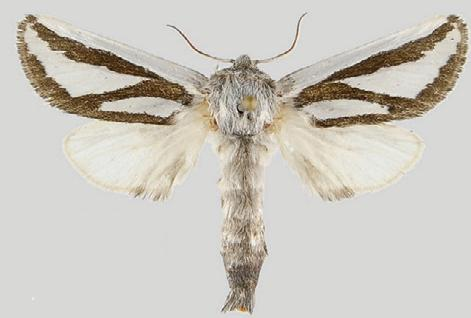
Самка Mormogystia brandstetteri
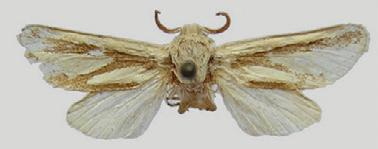
Mormogystia equatorialis
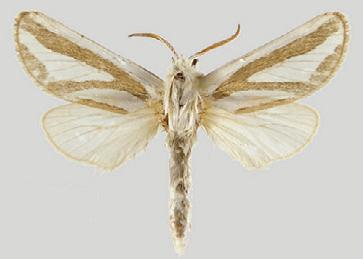
Mormogystia proleuca
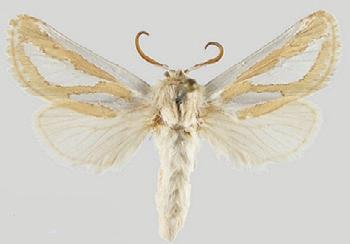
Mormogystia reibellii